# 红尾沙鼠
红尾沙鼠（学名：Meriones erythrourus）为鼠科沙鼠属的动物。在中国大陆，分布于新疆等地，多见于荒漠、半荒漠、耕地。该物种的模式产地在阿富汗坎大哈。

## 亚种
- 红尾沙鼠北疆亚种（学名：Meriones erythrourus aquilo），Thomas于1912年命名。在中国大陆，分布于新疆（天山北麓）等地。该物种的模式产地在新疆奇台。[2]
- 红尾沙鼠吐鲁番亚种（学名：Meriones erythrourus turfanensis），Satunin于1903年命名。在中国大陆，分布于新疆（吐鲁番盆地）等地。该物种的模式产地在新疆吐鲁番。[3]